# Дурден
Дурден (фр. Dourdain) насеље је и општина у северозападној Француској у региону Бретања, у департману Ил и Вилен која припада префектури Рен.
По подацима из 2011. године у општини је живело 1052 становника, а густина насељености је износила 76,23 становника/km². Општина се простире на површини од 13,8 km². Налази се на средњој надморској висини од 105 метара (максималној 112 m, а минималној 52 m).

## Демографија
| 1962. | 1968. | 1975. | 1982. | 1990. | 1999. | 2011. |
| ----- | ----- | ----- | ----- | ----- | ----- | ----- |
| 658   | 680   | 588   | 560   | 594   | 706   | 1.052 |

График промене броја становника у току последњих година